# Gerbillus tarabuli
Gerbillus tarabuli és una espècie de mamífer rosegador de la família dels múrids. Viu a Algèria, Líbia, Mali, Mauritània, el Marroc, el Níger, el Senegal, Tunísia i el Txad. Els seus hàbitats naturals són els deserts, els semideserts, les estepes i les dunes costaneres. És una espècie en risc mínim, és a dir, no sembla que hi hagi cap amenaça significativa per a la seva supervivència.
El seu nom específic, tarabuli, significa ‘de Trípoli’ en llatí.